# Ioannis Koletis
Ioannis Koletis (Ιωάννης Κωλέττης en grec) (1773-1847) fou un polític grec que va tenir un paper destacat en la Guerra d'independència de Grècia i que va exercir dos cops de Primer Ministre entre 1834 i 1837.

## Carrera política
Fins que Otó I de Grècia va arribar a l'edat adulta, Koletis va ser ministre de Marina i ministre de Defensa. El 1835, va ser enviat a França com a ambaixador, on va crear connexions amb polítics i intel·lectuals francesos. Va tornar a Grècia després del cop d'estat que va esclatar a Atenes el setembre de 1843, que va obligar el rei Otto a concedir una constitució, i participà en la posterior Assemblea Constituent. Per presentar-se a les eleccions de 1844, va formar el Partit Francès (Γαλλικό Κόμμα) i va formar govern juntament amb Andreas Metaxàs, líder del Partit Rus. Quan va renunciar Metaxàs, es va convertir en primer ministre i va servir com a tal fins a la seva mort en 1847. Se li atribueix la concepció de la Idea Megali o "Gran Idea", que es va convertir en el nucli de la política exterior grega fins al segle xx.